# Liste de sauces
 (novembre 2019).

## Sauces françaises

### Bases
- Fonds
- Bisque de homard

### Beurres
- Beurre à l'ail
- Beurre blanc
- Beurre Chivry
- Beurre Colbert
- Beurre d'amande
- Beurre d'anchois
- Beurre de citron
- Beurre de crabe ou de crevette
- Beurre de cresson
- Beurre d'escargot
- Beurre fermière
- Beurre de laitance
- Beurre maître d'hôtel
- Beurre manié
- Beurre marchand de vin
- Beurre meunière
- Beurre nantais
- Beurre noisette
- Beurre noir
- Beurre ravigote
- Beurre rouge
- Sauce grenobloise
- Sauce vierge

### Coulis
- Crèmes
- Coulis

### Émulsions

#### Aïoli
- Aïoli (ou ailloli)

#### Sauces hollandaises

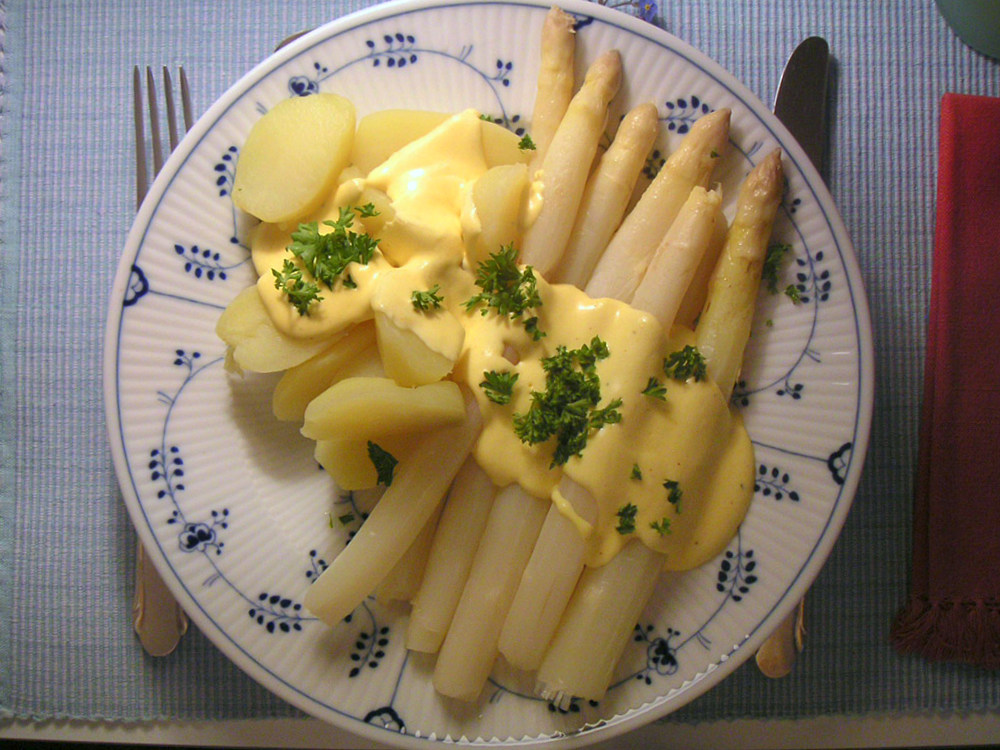
Asperges sauce hollandaise.

- Sauce hollandaise
  - Sauce Figaro
  - Sauce Joinville
  - Sauce maltaise
  - Sauce marquis
  - Sauce Mikado
  - Sauce mousseline
    - Sauce béarnaise
      - Sauce aurore
      - Sauce Beauharnais
      - Sauce Bontemps
      - Sauce Choron
      - Sauce Foyot
      - Sauce paloise
      - Sauce arlésienne
      - Sauce tyrolienne
        - Sauce Véron

      - Sauce Valois

#### Sauce mayonnaise
- Mayonnaise de base
  - Mayonnaise aux anchois
  - Mayonnaise onctueuse
  - Mayonnaise printanière
  - Mayonnaise ravigote
  - Sauce rémoulade
  - Sauce antiboise
  - Sauce berlinoise
  - Sauce chypriote
  - Sauce cocktail
  - Sauce dijonnaise
  - Sauce enragée
  - Sauce gribiche
  - Sauce La Varenne
  - Sauce mousquetaire
  - Sauce norvégienne
  - Sauce rose
  - Sauce tartare
  - Sauce verte
  - Sauce Vincent

#### Vinaigrette
- Vinaigrette ou sauce vinaigrette

### Roux

#### Roux blancs

##### Sauces blanches
- Sauce Albert
- Sauce à la crème
- Sauce à la maître queux
- Sauce allemande
- Sauce anglaise
- Sauce aux anchois
- Sauce aux crevettes
- Sauce aux moules
- Sauce bâtarde
- Sauce Mornay
- Sauce Nantua
- Sauce normande
- Sauce poulette
- Sauce printanière
- Sauce riche
- Sauce Soubise
- Sauce Chivry
- Sauce cardinal

##### Sauce béchamel
- Sauce béchamel de base
  - Sauce aux câpres
  - Sauce cardinal
  - Sauce au raifort
  - Sauce princesse

##### Velouté
- Sauce à la reine
- Sauce Albuféra
- Sauce Alexandra
- Sauce ambassadrice
- Sauce chaud-froid
- Sauce Chivry
- Sauce crapaudine
- Sauce dieppoise
- Sauce duchesse
- Sauce financière
- Sauce ivoire
- Sauce ravigote
- Sauce veloutée
  - Sauce allemande
    - Sauce impératrice
    - Sauce polonaise
    - Sauce poulette
    - Sauce sicilienne

  - Sauce normande
    - Sauce diplomate
    - Sauce Joinville
    - Sauce Laguipière

  - Velouté au vin blanc
    - Sauce Bercy
    - Sauce Comtesse
    - Sauce Grandville
    - Sauce marinière
    - Sauce matelote
    - Sauce orléanaise
    - Sauce Pompadour
- Sauce vénitienne
- Sauce Victoria

#### Roux blonds ou sauces blondes
- Sauce Bonnefoy
- Sauce financière
- Sauce marinière
- Sauce Richelieu
- Sauce Villeroi
- Sauce pour velouté
  - Velouté ivoire

#### Roux bruns ou sauces espagnoles
- Sauce bordelaise
  - Sauce à la moelle

- Sauce Chambord
- Sauce Chateaubriand
- Sauce à la diable
- Sauce genevoise
- Sauce grand veneur
- Sauce italienne
- Sauce matelote
- Sauce piquante
- Sauce poivrade
- Sauce Robert
  - Sauce charcutière
- Sauce rouennaise
- Sauce au sang

### Réductions

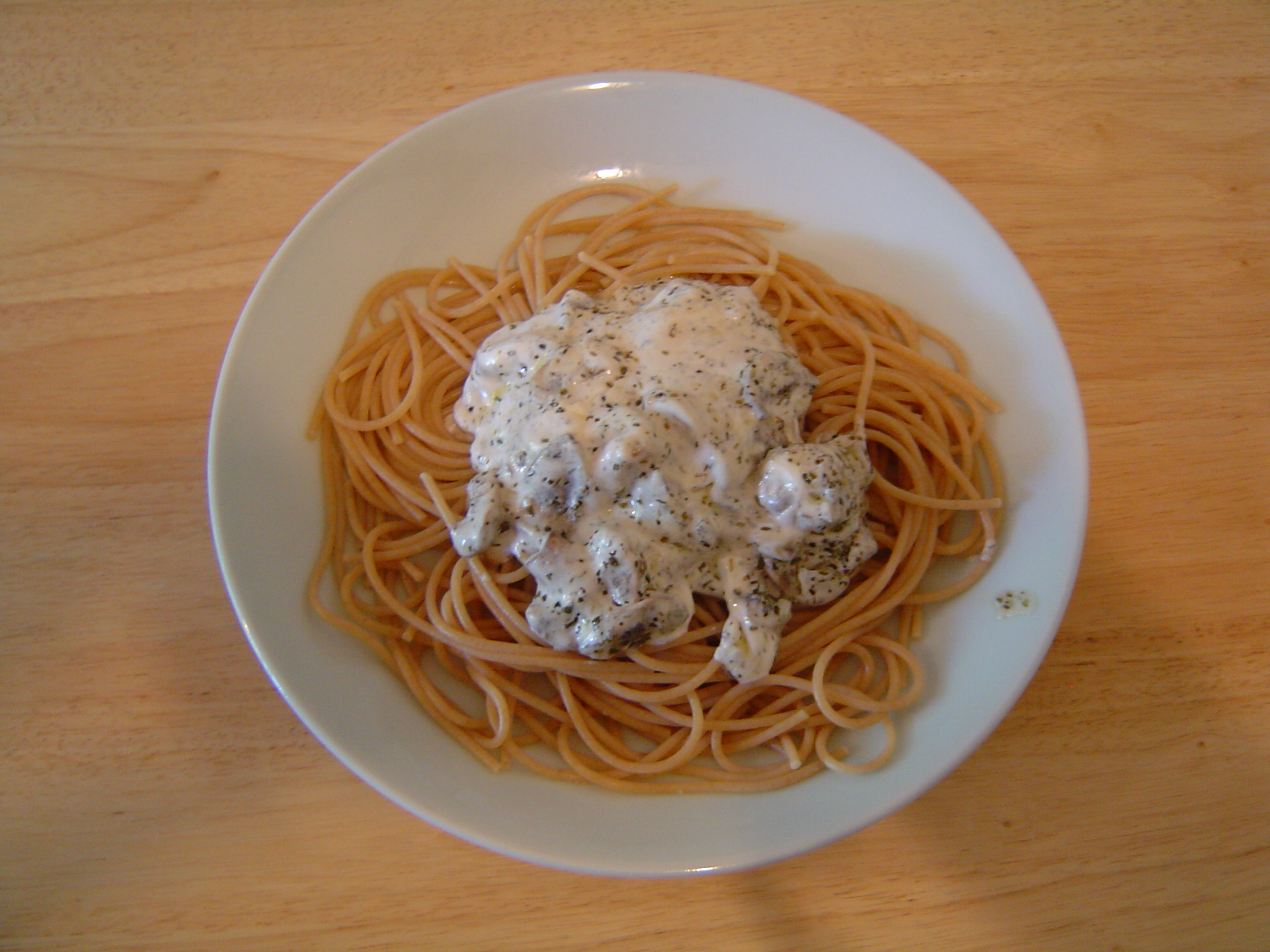
Spaghettis avec sauce aux champignons.

- Demi-glace
- Sauce à l'oignon
- Sauce à la pauvre homme
- Sauce au porto
- Sauce au vin rouge
- Sauce bourguignonne
  - Meurette
- Sauce Chambertin
- Sauce chasseur
- Sauce Colbert
- Sauce Diane
- Sauce Dodard
- Sauce Duchambais
- Sauce duxelles
- Sauce François Raffatin
- Sauce madère
  - Sauce aux champignons
  - Sauce aux olives
  - Sauce Périgueux
    - Sauce sarladaise

  - Sauce portugaise
- Sauce marchand de vin
- Sauce moutarde
- Sauce Régence
- Sauce Sainte-Menehould
- Sauce Talleyrand
- Sauce vénitienne

### Chauds-froids
- Chaud-froid brun
- Chaud-froid madère
- Chaud-froid Nantua
- Chaud-froid rosé
- Chaud-froid royale
- Chaud-froid sibérienne
- Chaud-froid jaune

### Sauces tomate

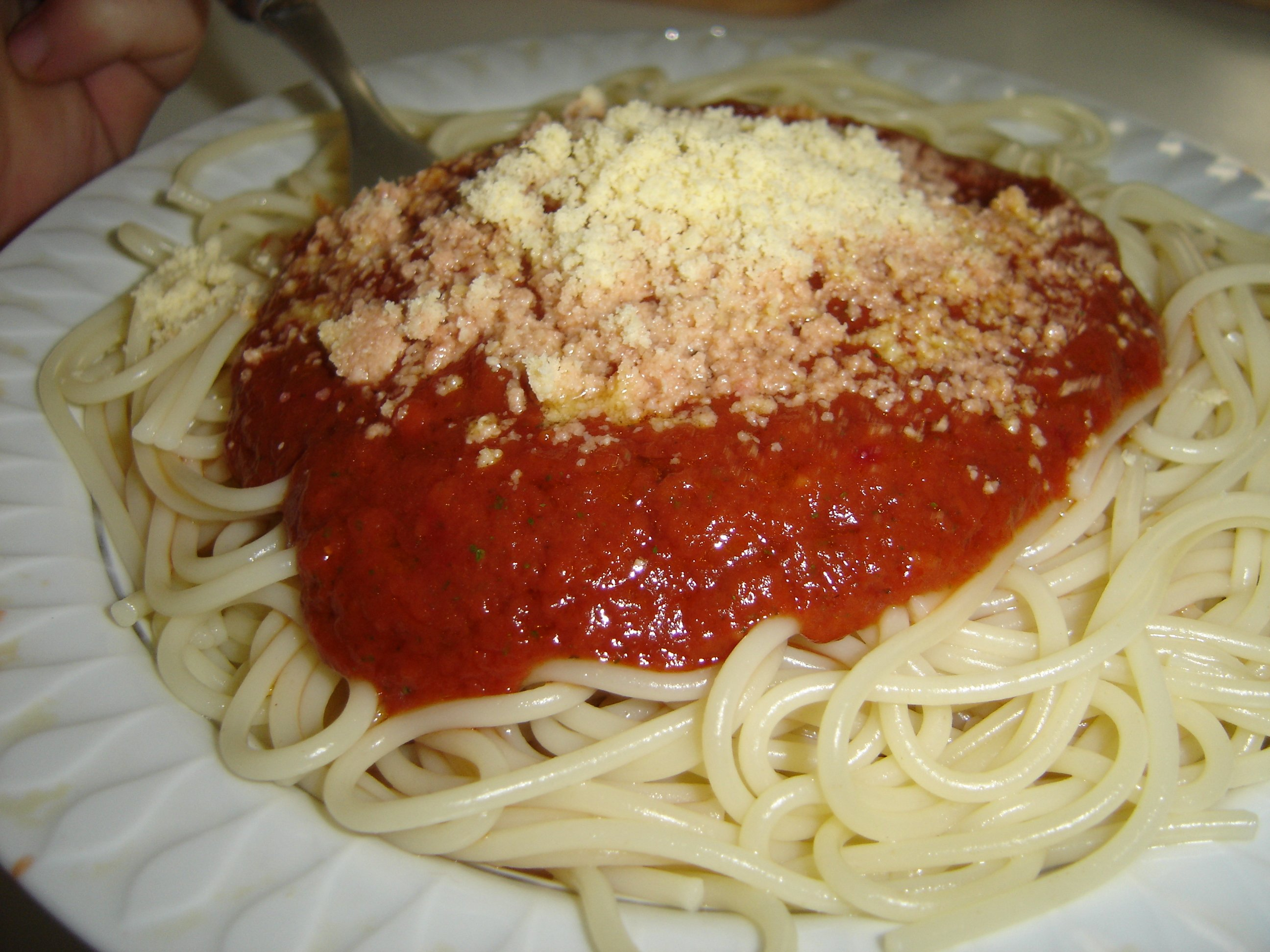
Spaghettis avec sauce tomate et fromage râpé.

- Sauce tomate
  - Sauce créole
  - Sauce portugaise
  - Sauce provençale

### Sauces sucrées
- Sauce au citron
- Sauce à l’abricot
- Sauce à l’ananas
- Sauce à la cerise
- Sauce à l’ananas et au rhum
- Sauce au chocolat
- Sauce au café
- Crème anglaise
- Sauce au Grand-Marnier
- Sabayon
- Sauce à la vanille
- Sauce à la vanille et au rhum
- Sauce à la vanille et au bourbon

### Autres
- Sauce instantanée
- Sauce piment
- Sauce à l'ail

## Sauces européennes

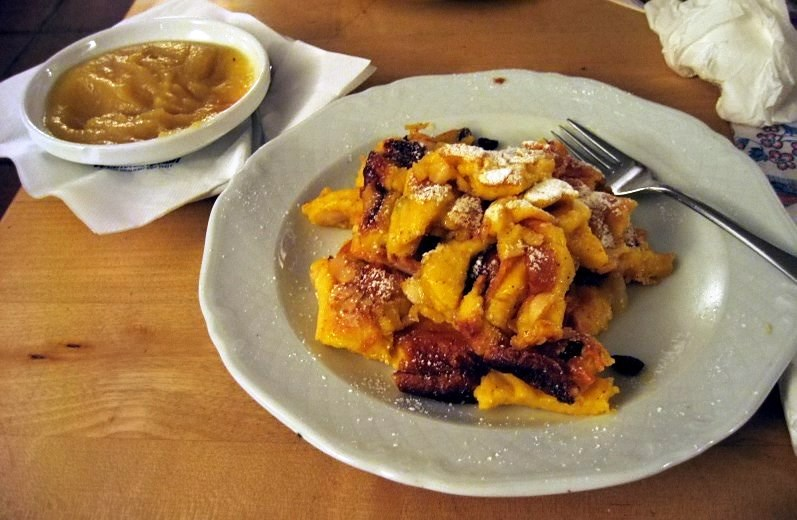
Kaiserschmarrn et sauce aux pommes (Vienne).

- Angleterre
  - Sauce aux câpres
  - Sauce aux huîtres
  - Sauce au pain
  - Sauce aux pommes
  - Sauce à la menthe
  - Sauce Cambridge
  - Sauce Cumberland
  - Sauce Reform
  - Sauce Worcestershire
  - Ketchup aux champignons
- Autriche
  - Sauce Apfelkern
- Belgique
  - Sauce andalouse
  - Sauce algérienne
  - Sauce samouraï
- Espagne
  - Salvitxada, pour les calçots
  - Sauce romesco
  - Xató
- Géorgie
  - Adjika
  - Satsivi
- Hongrie
  - Sauce Ziska
- Italie
  - Amatriciana
  - Bagna cauda
  - Pesto
  - Sauce arrabbiata
  - Sauce bolognaise
  - Sauce checca
  - Sauce génoise
  - Puttanesca
  - Vincotto
- Pologne
  - Sauce à la polonaise
- Roumanie
  - Mujdei
  - Rântaş
- Russie
  - Sauce smitane
- Suisse
  - Beurre Café de Paris
  - Moutarde de Bénichon
- Saupiquet

## Sauces asiatiques
- Bagoong (Philippines)
- Dopiaza (Inde)
- Hoisin (Chine)
- Jalfrezi (Inde)
- Kanjang (Corée)
- Ketjap manis (Indonésie)
- Ketchup de bananes (Philippines)
- Gochujang (Corée)
- Korma (Inde)

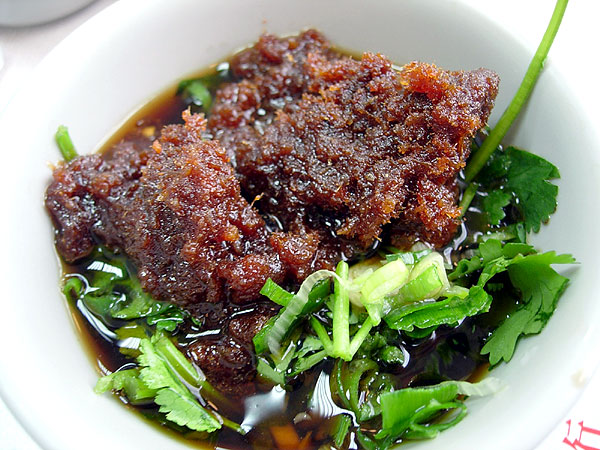
Sauce satay avec coriandre.

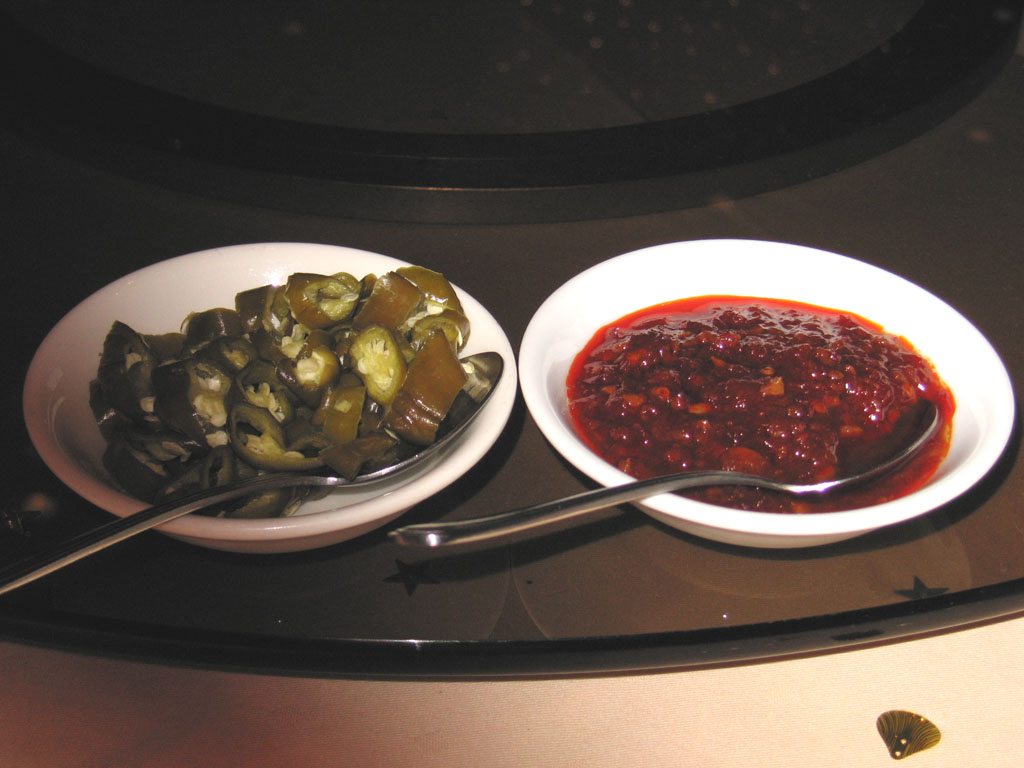
Gombos et sauce sambal (Inde).

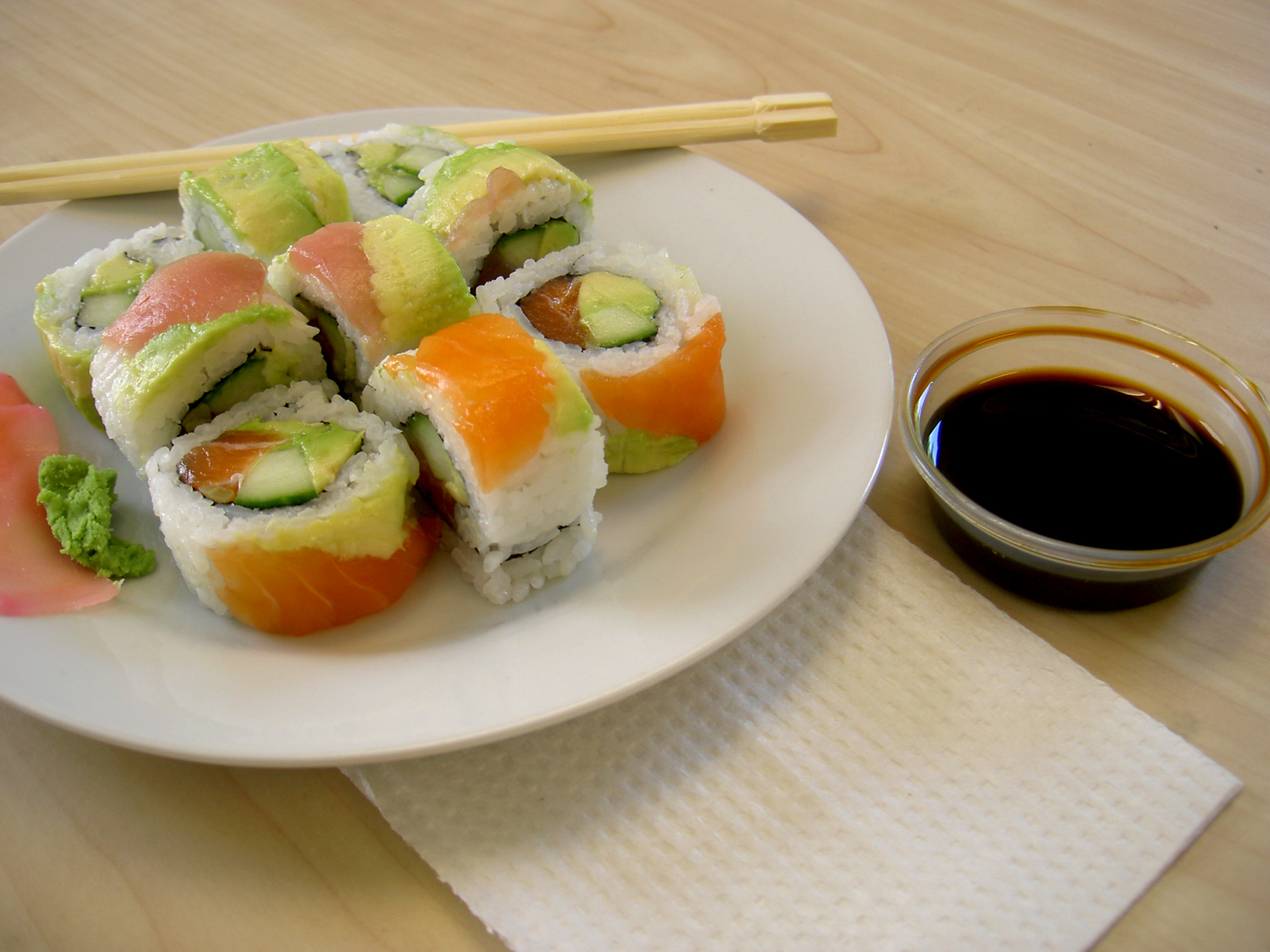
Sushis et sauce soya.

- Nuoc-mâm (Viêt Nam), sauce de poisson
- Patís (Philippines), sauce de poisson
- Ponzu (Japon)
- Rogan josh (Inde)
- Sambal manis (Indonésie)
- Sambal oelek (Indonésie)
- Nam pla (Thaïlande), sauce de poisson
- Nam phrik (Thaïlande), sauce pimentée
- Sauce satay (Thaïlande), sauce à base d’arachide
- Sauce sriracha (Thaïlande), sauce pimentée
- Sauce aigre-douce (Canton, Chine)
- Sauce aux haricots noirs (Chine)
- Sauce aux huîtres (Chine)
- Sauce de piment vert
- Sauce mirin (Japon)
- Sauce soja ou sauce soya
- Sauce tentsuyu (Japon)
- Sauce teriyaki (Japon)
- Tikka masala (Inde)
- Toenjang (Corée)
- Vinaigre à sushi (Japon)

## Sauces américaines
- Chimichurri (Argentine)
- Sauce salsa ( Mexique)

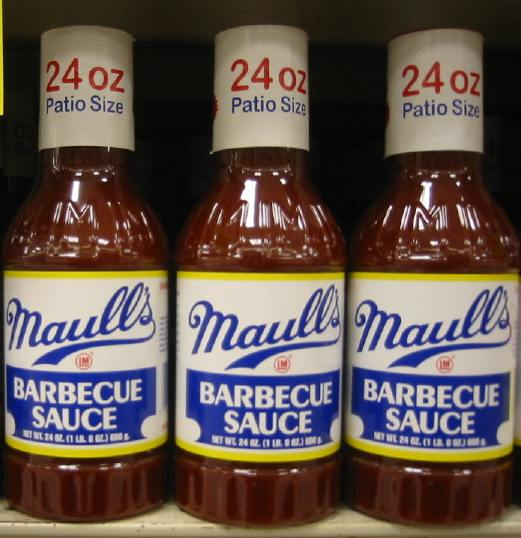
Sauce barbecue.

- Sauce au piment rouge (Louisiane) ou Tabasco
- Sauce chili ( Mexique)
- Sauce aux canneberges (Amérique du Nord)
- Sauce à l'ail et au miel (Amérique du Nord)
- Ketchup (Amérique du Nord)
- Sauce barbecue (Sud des États-Unis)
- Red-eye sauce (Sud des États-Unis)
- Sauce à poutine québécoise (Canada)
- Mole ( Mexique)
- Tucupi ( Brésil)

## Sauces orientales et maghrébines
- Charmoula (Maghreb)
- Harissa (Maghreb)
- Muhammara (Levant : Liban, Syrie)
- Sauce marocaine (Maroc)[réf. nécessaire]
- Shatta (Palestine)

## Sauces subsahariennes
- Moambe
- Sauce arachide ; sauce mafé
- Shito
- Kédjénou
- Akpessi
- Yassa
- Gombo

## Sauces australiennes
- Sauce tomate du bush (Australie)
- Sauce barbecue au poivre de montagne (Australie)
- Sauce à la prune illaara (Australie)
- Sauce à la prune kakadu (Australie)
- Sauce akudjura (Australie)

## Sauces médiévales
- Sauce cameline
- Sauce dodine
- Sauce jance
- Saupiquet
- Sauce au pain
- Sauce poivrade
- Sauce au poivre noir
- Sauce au raisin noir
- Sauce verte